# Bety Cariño
Beatriz Alberta Cariño Trujillo, más conocida como Bety Cariño, (8 de abril de 1973 - 27 de abril de 2010) fue una activista defensora del territorio, del manejo del agua, la soberanía alimentaria y los derechos de los pueblos indígenas. Además, fue la directora del Centro de Apoyo Comunitario Trabajando Unidos, una organización comunitaria en Oaxaca, México.

## Biografía
Cariño era mixteca y una defensora de la soberanía alimentaria, el manejo del agua, conservación de suelos y el derecho a la autonomía de los pueblos indígenas en México.
A los 15 años de edad salió de Chila de las Flores, su pueblo natal, para continuar sus estudios. Estudió la licenciatura en educación primaria en Tehuacán, Puebla, y antes de ser asesinada cursaba la maestría en desarrollo comunitario en el Centro de Estudios para el Desarrollo Rural, en la Sierra Norte de Puebla.

## Trayectoria en el activismo
La activista defendía los derechos humanos de las mujeres indígenas, luchó por la ecología, la soberanía alimentaria, contra megaproyectos mineros y de construcción de presas y por la autodeterminación de los pueblos. Además,  promovió las radios comunitarias y apoyó al municipio autónomo de San Juan Copala. Desarrolló proyectos de economía solidaria y apoyó la fundación de centros para apoyo a los migrantes. Junto a su esposo, Omar Esparza fundó el Centro de Apoyo Comunitario Trabajando Unidos, asociación civil dedicada a desarrollar proyectos de educación popular alternativos, derechos indígenas y derechos de la mujer.
Apostó a la construcción de otras formas de comunicación, la comunicación indígena, desde abajo, de los pueblos.
Fue una de las personas líderes de CACTUS obligadas a huir temporalmente de Oaxaca en diciembre de 2006, después de la represión gubernamental en respuesta a las protestas.También perteneció al Movimiento Agrario Indígena Zapatista y era parte del Equipo Nacional de Coordinación de la Red Mexicana de Afectados por la Minería.

## Asesinato
Fue asesinada el 27 de abril de 2010, cuando un grupo paramilitar emboscó a la caravana en la que viajaba la activista, en su camino a la comunidad indígena autónoma de San Juan Copala.
En la caravana viajaban personas miembros de organizaciones de la sociedad civil, observadores de derechos humanos locales e internacionales, entre ellos Jyri Jaakkola, un activista de derechos humanos de Finlandia, y quien también murió durante el ataque. La intención era llegar a la región triqui de Oaxaca, para brindar ayuda humanitaria.